# بقيات المياه الحقيقية
بقيات المياه الحقيقية أو بق كريبتوسيراتا (الاسم العلمي Nepomorpha)، تحت رتبة من الحشرات من رتبة نصفيات الأجنحة. أعطانها جميع أنحاء العالم باستثناء القطبين. تضم نحو 2000 نوع.